# Milli-Q
Milli-Q® é uma marca de sistemas de purificação de água para aplicações laboratoriais, fabricados exclusivamente pela Merck Group. 
A expressão "Água Milli-Q®", como é dita popularmente no meio laboratorial, faz referência a água ultrapura do tipo l, a qual é fornecida apenas pelos equipamentos Milli-Q®. 
Milli-Q para sistemas de purificação de água são marcas registradas pela Merck Group.

## Características
A água ultrapura Milli-Q® abrange diversas aplicações, desde as mais simples até as altamente complexas e sofisticadas, tais como: cromatografia (HPLC, UHPLC, LC-MS e IC-MS)¹, análise elementar (AAS, ICP-MS e ICP-OES)², cultura celular, biologia molecular e bioquímica (PCR³, genética, sequenciamento de DNA, microanálise de DNA e RNA). 
¹ HPLC (cromatografia líquida de alta eficiência), UHPLC (cromatografia líquida de ultra eficiência), LC-MS (cromatografia líquida de ultra eficiência acoplada a espectrometria de massas), IC-MS (Cromatografia iônica acoplada a espectrometria de massas).
² AAS (espectrometria de absorção atômica), ICP-MS (espectrômetro de massa com plasma indutivamente acoplado), ICP-OES (espectrometria de emissão atômica por plasma acoplado indutivamente)
³ PCR (reação em cadeia da polimerase).

## Equipamentos Milli-Q® e suas respectivas tecnologias
Os sistemas de ultra purificação de água Merck contam com tecnologia de ponta para atender às exigências laboratoriais, demandas diversas e avanços tecnológicos. 
Seguindo esse raciocínio, em seu último lançamento, a linha Milli-Q® EQ 7008/7016, disponibiliza um display smart touchscreen para monitoramento de qualidade da água de fácil visualização, acesso a durabilidade dos consumíveis, além da possibilidade de conectar a tela à um dispositivo USB para exportação de relatórios de qualidade de água; dispensação fácil e ágil que busca comodidade com três vazões controladas manualmente e flexibilidade do dispensador; manutenção simples com um sistema de troca de consumíveis com maior duração das gerações antigas em formato Twist & Lock que garante maior segurança e facilidade na troca de cartuchos, além de alertas automáticos avisando quando os cartuchos de purificação precisa ser trocado; potente combinação de meios de purificação com cartuchos projetados para manter o seu sistema compacto e funcionar de maneira sinergética.
Além disso, a Merck disponibiliza o software MyMilli-Q®, a melhor assistência digital e suporte do setor, oferecido pelas pessoas que projetaram e construíram o sistema. Este software auxilia o usuário com: rastreio de histórico e relatórios de assistência, gerenciamento de entregas de cartucho de purificação, planejamento de visita de manutenção, renovação de contratos de assistência e acordos de fornecimento de consumíveis e disponibiliza acesso prioritário à linha de atendimento ao cliente da assistência Milli-Q®.
No âmbito ecológico/sustentável, temos orgulho das características de inovação e design que proporcionam aos sistemas Milli-Q® EQ 7008/7016, uma pegada ambiental reduzida em comparação aos nossos sistemas da a geração anterior. Todos os nossos produtos são fabricados em unidades fabris com certificação ISO 14001 e ISO 50001, além de todos os nossos sistemas estarem em conformidade com as diretivas e regulamentos ambientais mais importantes, como, por exemplo, RoHS, REACH e REEE. Conseguimos uma pegada reduzida, diminuindo a utilização de plásticos na produção dos equipamentos, além de reduzir o consumo de eletricidade do laboratório economizando também no desgaste dos componentes do sistema. 

## Tecnologias de filtração Milli-Q® e fluxo de água.
Para compreender como os equipamentos Milli-Q® são capazes de entregar água ultrapura de tipo l, é importante que se conheça na prática o fluxo de água no sistema e tecnologias envolvidas, desde a entrada (água de rede/encanada/torneira) até a saída (água ultrapura tipo l). Para exemplificação, pode-se citar o fluxo de água no sistema Milli-Q® EQ 7008/7016, conforme descrevem as etapas a seguir, respectivamente: 
1. Cartucho de Pré-filtração IPAK Gard®.
Alta eficiência na remoção de coloides, partículas, cloro e minerais diversos; por meio de filtro plissado e carvão mineral. Além disso, tem a função de pré-filtrar a água para proteção da osmose reversa descrita no processo a seguir, garantindo que a vida útil dela seja prolongada significativamente.
2. Osmose Reversa (RO) Milli-Q®.
Responsável pela remoção de 95-99% dos contaminantes incluindo íons, partículas, bactérias e compostos orgânicos (MW > 200 kDa). Possui um Loop de recuperação de RO que otimiza a recuperação de água em relação aos sistemas de RO padrão disponíveis no mercado, proporcionando a redução do consumo de água em até 50%; além disso produz um fluxo de água constante, independentemente da temperatura ou condutividade da água de alimentação, permitindo que o sistema se adapte a uma ampla gama de tipos de água de alimentação.
É importante frisar para o Milli-Q® EQ 7016 é necessárias duas membranas de RO.
3. Tanque de armazenamento de água pura de tipo llI.
Possui filtro de ventilação que protege contra contaminantes presentes no ar; lâmpada opcional UV bactericida ASM ech2o® isenta de mercúrio que impede o crescimento bacteriano.
Os tanques possuem capacidade de armazenamento de 25, 50 ou 100 L de água pura de tipo lIl.  
4. Filtro IPAK Meta®.
Os cartuchos usam uma combinação de resina de troca iônica de leito misto Jetpore® e meio inovador de troca iônica IQnano® para remover vestígios de íons da água pura, fornecendo água ultrapura de qualidade superior para aplicações laboratoriais sensíveis.
A etiqueta e-Sure permite a conexão RFID com o sistema, para monitoramento contínuo do status dos consumíveis, gerenciamento de dados e rastreabilidade total. Além disso, 78% dos fornecedores de peças são certificados pelo sistema de gestão ambiental ISO 14001.
5. Indicador de TOC Milli-Q®.
Assim que a dispensação é concluída, a água do produto flui pelo circuito de recirculação dentro do sistema até a lâmpada UV de oxidação, contornando o cartucho de polimento IPAK Meta®. A radiação UV oxida os compostos orgânicos neutros em moléculas carregadas, aumentando a condutividade da água. Essa alteração é detectada por um sensor de resistividade intermediária e convertida por um algoritmo em um valor de TOC. A indicação de TOC é exibida no monitor da tela sensível ao toque após cada dispensação.
6. Filtro final IPAK Quanta®.
A inovadora e exclusiva tecnologia de troca iônica IQnano® permite a remoção de íons até chegar a trace level.
O pequeno tamanho do grânulo melhora significativamente as propriedades cinéticas enquanto reduz drasticamente o tamanho do filtro (33% menor que os antigos cartuchos de purificação Milli-Q®). Além disso, o cartucho conta com carvão ativado sintético de alta qualidade em sua composição para extinguir os contaminantes orgânicos da água.
7. Dispensador de água remoto Q-POD®.
Dispensa água ultrapura de tipo l. O dispensador fornecer avisos e alertas que sejam importantes para o funcionamento do equipamento e ação do usuário. Além do dispensador poder ser montado onde quiser com até três metros de distância do sistema.

## Normas e Estatutos
As normas e estatutos que regem os parâmetros de água ultrapura de tipo l podem ser divididos em 3 diferentes segmentos, são eles:

#### Industrial (ISO, ASTM, GB e JIS)¹
ISO (Internacional Organization for Standardization), ASTM (American Society for Testing and Materials), GB (Chinese National Standards – Guobiao Standards), JIS (Japonese Industrial Standards).

##### Laboratórios Clínicos e Biomédicos (CLSI)²
² CLSI (Clinical and Laboratory Standards Institute).

###### Farmacopeias (USP, EP e JP)³.
³ USP (United States Pharmacopeia), EP (European Pharmacopeia) e JP (Japonese Pharmacopeia).

Os equipamentos de ultra purificação de água Milli-Q® excedem todos os requisitos necessários exigidos devido à combinação adequada das tecnologias (state-of-art) existentes nos seus equipamentos, tais como, osmose reversa de alto desempenho, eletrodeionização (EDI), resinas de troca-iônica IQ-Nano® e filtros finais de alta eficiência.